# Ocotea basicordatifolia
Ocotea basicordatifolia är en lagerväxtart som beskrevs av Vattimo. Ocotea basicordatifolia ingår i släktet Ocotea och familjen lagerväxter. Inga underarter finns listade i Catalogue of Life.